# 7524/7525、7526/7523次列车
7524/7525、7526/7523次列车是中国铁路运行于宁夏回族自治区银川市与石嘴山市汝箕沟镇之间的普通旅客列车，现由兰州局集团迎水桥机务段和银川客运段负责本次列车的本务机车，值乘司机和客运任务。该列车目前为经由平汝铁路的唯一一对客运列车，也是汝箕沟站唯一的始发终到车次。列车行程143公里，途经银川市贺兰县、石嘴山市大武口区、石炭井区、内蒙古自治区阿拉善左旗、平罗县汝箕沟镇。其中银川站至汝箕沟站运行3小时52分，使用车次为7524/7525次，汝箕沟站至银川站运行3小时59分，使用车次为7526/7523次。
该列车是“小票车”，即乘客不需要提前通过铁道系统预定车票，在乘坐当日可以直接无票登车后在车上购票，并无需支付补票费用。因此该车被昵称为“平汝小票”。

## 历史
1971年11月，平汝铁路二期完工交付兰州局使用。同月，兰州铁路局决定在以货运为主的该线路上开通客运服务以服务矿区、家属和沿线村民。兰州局开通了507/508次列车（一说501/502次），由银川到大磴沟。
2017年，迎水桥机务段开始将本线上运用的韶山3型电力机车退役并改用防风沙版韶山7C型电力机车。
2020年，为了应对资源枯竭、城市转型，石嘴山开始发展休闲旅游产业，大武口区与兰州局合作将本列列车改造，所运用的25B型车底按照“一车一主题+观光休闲”的方式，其中6节车厢主要完成车身外皮贴、玻璃贴、壁板画框、座椅头套改造等，于5月1日正式冠名为“石炭井号”旅游列车并投入使用。列车上展示了石炭井工矿发展的各个时代。于此同步，旧大武口火车站退役、大武口洗煤厂旧址附近新建了新大武口火车站供本列停靠。在同年的端午假期期间为了应对游客出游需求，本次列车首次加挂1列硬座车厢。与此配套，在有旅行社、团体旅游预订时，铁路部门会将本列中一至两节车厢调剂预留给出游团体。

## 列车编组与机车交路
本列车目前由配属兰州铁路局迎水桥机务段防风沙版韶山7C型电力机车牵引，使用6节25B型客车编组，定员636人。
| 车厢编号 | 1-6          |
| 车型     | YZ25B 硬座车 |

2020年6月24日开始至6月27日，7524/6次列车临时增加1节硬座车厢，以满足端午小长假旅客的出行需求。

## 时刻表
截至2025年7月。
| 7524/7525次 | 7524/7525次 | 7524/7525次 | 7524/7525次 | 停靠站   | 7526/7523次 | 7526/7523次 | 7526/7523次 | 7526/7523次 |
| 里程        | 天数        | 到点        | 开点        | 停靠站   | 到点        | 开点        | 天数        |             |
| ----------- | ----------- | ----------- | ----------- | -------- | ----------- | ----------- | ----------- | ----------- |
| 0           | 当天        | —           | 07:35       | 银川     | 17:40       | —           | 当天        |             |
| 31          | 当天        | 08:06       | 08:08       | 暖泉     | 17:09       | 17:10       | 当天        |             |
| 47          | 当天        | 08:23       | 08:25       | 西大滩   | 16:55       | 16:56       | 当天        |             |
| 55          | 当天        | 08:35       | 08:38       | 石嘴山南 | 16:44       | 16:47       | 当天        |             |
| 61          | 当天        | 08:45       | 08:49       | 平罗     | 16:32       | 16:36       | 当天        |             |
| 72          | 当天        | 09:04       | 09:07       | 大武口   | 16:12       | 16:17       | 当天        |             |
| 96          | 当天        | 09:52       | 09:53       | 大磴沟   | 15:22       | 15:24       | 当天        |             |
| 110         | 当天        | 10:19       | 10:21       | 呼鲁斯太 | 14:53       | 14:55       | 当天        |             |
| 136         | 当天        | 11:11       | 11:12       | 白芨沟   | 13:55       | 13:57       | 当天        |             |
| 143         | 当天        | 11:27       | —           | 汝箕沟   | —           | 13:40       | 当天        |             |

另外，本次列车曾停靠芦花台、西大滩、枣窝、柳树沟乘降所和陶斯沟、宗别立乘降点。
全程票价9.5元，最便宜区间票价1元。

## 铁道文化
- 本车和银川发往中卫的7531次列车都编组较短，因而在银川站发车时会共用同一个站台、发车时后分别往上下行两个方向发出。[5]
- 由于途径煤炭产区，该列列车员和乘客曾有习惯在乘车时准备毛巾并擦拭座椅以去除飘进车厢的煤灰。[1]
- 在大磴沟站附近，有机会见到群居的野生骆驼。[1]